# Le Perreux-sur-Marne
Le Perreux-sur-Marne är en kommun i departementet Val-de-Marne i regionen Île-de-France i norra Frankrike. Kommunen ligger i kantonen Le Perreux-sur-Marne som tillhör arrondissementet Nogent-sur-Marne. År 2022 hade Le Perreux-sur-Marne 34 654 invånare.
Kommunen är en medelklassförort som ligger några mil väster om Paris. Det bor mestadels barnfamiljer i området.

## Befolkningsutveckling
Antalet invånare i kommunen Le Perreux-sur-Marne
| Referens: INSEE |